# Guidões
Guidões is een plaats (freguesia) in de Portugese gemeente Trofa en telt 1 906 inwoners (2001).